# Ben Thompson

Ben Thompson um 1880 als Marshal in Austin.

Ben Thompson (* 2. November 1843 in Knottingley, Grafschaft West Yorkshire, Vereinigtes Königreich; † 11. März 1884 in San Antonio, Texas) war ein Revolverheld, Spieler und manchmal Gesetzeshüter des Alten Westens.
Ben Thompson war, wie sein jüngerer Bruder William Thompson, ein bekannter klassischer Revolverheld in der zweiten Hälfte des 19. Jahrhunderts im amerikanischen Wilden Westen. Ebenso war er ein Zeitgenosse von Buffalo Bill (William Frederick Cody), Bat Masterson, John Wesley Hardin und Wild Bill Hickock, von denen einige ihn als Freund, andere als einen Feind betrachteten. Thompson kämpfte für die Konföderation während des Bürgerkriegs und später für Kaiser Maximilian in Mexiko. Als er im Jahre 1881 als Marschall in Austin, Texas eingestellt wurde, ging die Kriminalitätsrate stark zurück. Thompson wurde im Alter von 40 Jahren in San Antonio, Texas im "Vaudeville Theatre Ambush" ermordet.